# Não Dá pra não Pensar
"Não Dá pra Não Pensar" é uma canção da dupla brasileira Sandy & Junior. Foi lançada como quarto e último single do álbum Sandy & Junior (2001). Esta música não teve um videoclipe oficial, mas teve um clipe que foi gravado para o seriado da dupla. A canção foi utilizada como abertura do seriado na quarta temporada, em 2002. Numa análise à carreira da dupla, o G1 comentou sobre a canção dizendo que ela tem "uns toques de pop funk de mauricinho, uma coisa meio 'N Sync. Tem aquele "slap bass" e uma paradinha que dá algum balanço para a letra romântica. Fica até picante, uma ousadia para o padrão deles."

## Certificações
| País / Provedor            | Certificações | Vendas   | Notas                                            |
| -------------------------- | ------------- | -------- | ------------------------------------------------ |
| Brasil (Pro-Música Brasil) | Platina       | 100.000+ | Versão de estúdio do álbum Sandy & Junior (2001) |
| Brasil (Pro-Música Brasil) | Ouro          | 40.000+  | Versão ao vivo do álbum Nossa História           |